# Tinocallis distinctus
Tinocallis distinctus är en insektsart som beskrevs av Ghosh, M.R., A.K. Ghosh och D.N. Raychaudhuri 1971. Tinocallis distinctus ingår i släktet Tinocallis och familjen långrörsbladlöss. Inga underarter finns listade i Catalogue of Life.